# Aplastus speratus
Aplastus speratus is een keversoort uit de familie Cebrionidae. De wetenschappelijke naam van de soort is voor het eerst geldig gepubliceerd in 1859 door LeConte.